# Lymantria atemeles
Lymantria atemeles este o specie de molii din genul Lymantria, familia Lymantriidae, descrisă de Collenette 1932 Conform Catalogue of Life specia Lymantria atemeles nu are subspecii cunoscute.